# Wereldkampioenschappen skeleton 2007
De wereldkampioenschappen skeleton in 2007 werden gehouden in het Zwitserse Sankt Moritz van 26 januari tot en met 1 februari. Het was het 18e kampioenschap en voor de 4e keer werd het gehouden in Sankt Moritz. Tegelijkertijd werden er ook de wereldkampioenschappen bobsleeën afgewerkt. Voor het eerst stonden drie skeleton-evenementen op het programma door de toevoeging van een gecombineerd onderdeel bobslee/skeleton. Bij dit onderdeel worden de tijden van een run skeleton mannen, skeleton vrouwen, tweemansbob mannen en tweemansbob vrouwen bij elkaar opgeteld.
Bij de mannen won de Zwitser Gregor Stähli, bij de vrouwen de Amerikaanse Noelle Pikus-Pace. Duitsland won het gecombineerde onderdeel.

## Mannen
| Plaats | Skeletonracer        | Land | Tijd    |
| ------ | -------------------- | ---- | ------- |
| 1      | Gregor Stähli        | SUI  | 4:36.26 |
| 2      | Eric Bernotas        | USA  | +1.58   |
| 3      | Zach Lund            | USA  | +1.78   |
| 4      | Markus Penz          | AUT  | +1.90   |
| 5      | Aleksandr Tretjakov  | RUS  | +3.12   |
| 6      | Martins Dukurs       | LAT  | +3.35   |
| 7      | Jeff Pain            | CAN  | +3.37   |
| 8      | Martin Mächler       | SUI  | +3.97   |
| 9      | Adam Pengilly        | GBR  | +4.02   |
| 10     | Frank Kleber         | GER  | +4.15   |
| 11     | Kristan Bromley      | GBR  | +4.27   |
| 12     | Caleb Smith          | USA  | +4.37   |
| 13     | Sergej Tsjoedinov    | RUS  | +4.47   |
| 14     | Paul Boehm           | CAN  | +4.52   |
| 15     | Anthony Sawyer       | GBR  | +4.63   |
| 16     | Grégory Saint-Géniès | FRA  | +4.86   |
| 17     | Jon Montgomery       | CAN  | +4.95   |
| 18     | Tomass Dukurs        | LAT  | +5.00   |
| 19     | Ben Sandford         | NZL  | +5.02   |
| 20     | Christopher Hedquist | USA  | +5.20   |
| 21     | Alberto Polacchi     | ITA  | 3:31.88 |
| 22     | Dirk Matschenz       | NED  | 3:32.10 |
| 23     | Masaru Inada         | JPN  | 3:32.26 |
| 24     | Kazuhiro Koshi       | JPN  | 3:32.51 |
| 25     | Peter van Wees       | NED  | 3:33.30 |
| 26     | Urs Vescoli          | AUS  | 3:36.58 |
| 27     | Ivan Pokos           | CRO  | 3:37.65 |
| 28     | Patrick Singleton    | BER  | 3:38.13 |
| 29     | Matt Skolnik         | SVK  | 3:39.94 |
| 30     | Markus Tempel        | POL  | 3:41.38 |
| DNS    | Patrick Shannon      | IRL  |         |

Datum: 27 januari 2007 - Aan de start verschenen 30 van de 31 ingeschreven deelnemers. Aan de vierde en laatste run mochten alleen de 20 best-geklasseerden deelnemen. De Zwitser Gregor Stähli won overtuigend met drie keer de snelste tijd in de vier runs. De vierde snelste run-tijd haalde de Oostenrijker Markus Penz in de derde run. Namens Nederland kwamen Dirk Matschenz (22e) en
Peter van Wees (25e) in actie.

## Vrouwen
| Plaats | Skeletonracester    | Land | Tijd    |
| ------ | ------------------- | ---- | ------- |
| 1      | Noelle Pikus-Pace   | USA  | 4:44:13 |
| 2      | Maya Pedersen-Bieri | SUI  | +1.56   |
| 3      | Katie Uhlaender     | USA  | +1.72   |
| 4      | Tania Morel         | SUI  | +2.32   |
| 5      | Carla Pavan         | CAN  | +2.90   |
| 6      | Michelle Steele     | AUS  | +2.96   |
| 7      | Amy Williams        | GBR  | +3.03   |
| 8      | Michelle Kelly      | CAN  | +3.37   |
| 9      | Lindsay Alcock      | CAN  | +3.38   |
| 10     | Shelley Rudman      | GBR  | +3.79   |
| 11     | Bree Schaaf Boyer   | USA  | +5.28   |
| 12     | Emma Lincoln-Smith  | AUS  | +5.82   |
| 13     | Courtney Yamada     | USA  | +5.95   |
| 14     | Monique Riekewald   | GER  | +6.24   |
| 15     | Anja Huber          | GER  | +7.32   |
| 16     | Kerstin Jürgens     | GER  | +7.65   |
| 17     | Desiree Bjerke      | NOR  | +8.02   |
| 18     | Costanza Zanoletti  | ITA  | +11.23  |
| 19     | Jekaterina Mironova | RUS  | +11.34  |
| 20     | Nozomi Komuro       | JPN  | +12.72  |
| 21     | Alexa Putnam        | ISV  | 3:44.36 |
| 22     | Undine Vitola       | LAT  | 3:44.57 |
| DNS    | Louise Corcoran     | NZL  | 2 Läufe |

Datum: 26 januari 2007 - Aan de start verschenen 23 deelnemers, maar de Nieuw-Zeelandse deelnemer Louise Corcoran deed niet meer mee aan de derde en vierde. Aan de vierde run mochten alleen de 20 best-geklasseerden meedoen. De Amerikaanse Noelle Pikus-Pace won overtuigend met onder andere een baanrecord in haar laatste run. Tweede werd recordkampioene Maya Pedersen-Bieri uit Zwitserland.

## Combinatie
| Plaats | Team | Bobbers | Tijd        |
| ------ | ---- | --- | ----------- |
| 1      | GER  | Tweemansbob mannen Karl Angerer, Marc Kühne Tweemansbob vrouwen Sandra Kiriasis, Berit Wiacker Skeleton Frank Kleber, Monique Riekewald                         | 4:43,04 min |
| 2      | USA  | Tweemansbob mannen Mike Kohn, Curtis Tomasevicz Tweemansbob vrouwen Erin Pac, Emily Azevedo Skeleton Eric Bernotas, Noelle Pikus-Pace                           | + 0,17 s    |
| 3      | SUI  | Tweemansbob mannen Ivo Rüegg, Thomas Lamparter Tweemansbob vrouwen Sabina Hafner, Katharina Sutter Skeleton Gregor Stähli, Maya Pedersen-Bieri                  | + 0,68 s    |
| 4      | CAN  | Tweemansbob mannen Lyndon Rush, Rob Gray Tweemansbob vrouwen Amanda Stepenko, Amanda Stepenko Skeleton Paul Boehm, Amy Gough                                    | + 2,14 s    |
| 5      | RUS  | Tweemansbob mannen Dmitri Abramovitsj, Aleksej Andrinin Tweemansbob vrouwen Alevtina Kovalenko, Jana Winogodowa Skeleton Sergej Tsjoedinov, Jekaterina Mironova | + 3,58 s    |
| 6      | LAT  | Tweemansbob mannen Dimitri Abramowitsch, Alexei Andrynin Tweemansbob vrouwen Aiva Aparjode, Anita Kozica Skeleton Mihails Arhipovs, Intars Dambis               | + 4,76 s    |
| 7      | ITA  | Tweemansbob mannen Andreas Mayrl, Matteo Torchio Tweemansbob vrouwen Jessica Gillarduzzi, Carola Mellano Skeleton David Mair, Teresita Bramante                 | +9.91       |

Datum: 1 februari 2007
Voor het eerst stond dit onderdeel op het programma. Negen teams deden mee. Eerst gingen de mannelijke skeletonracer van start, vervolgens de vrouwenbob, de vrouwelijke skeletonracester en tot slot de mannenbob. De afzonderlijke tijden werden bij elkaar opgeteld. Oostenrijk eindigde de race niet omdat hun skeletonracester zich terugtrok.